# Station Eichem
Station Eichem is een spoorweghalte langs spoorlijn 90 (Jurbeke - Aat - Denderleeuw) bij Eichem, een gehucht van Appelterre-Eichem in de Belgische stad Ninove. Het is een station zonder loketten.
Het station bevindt zich op ongeveer 500 meter van Eichem. Eichem heeft nooit een stationsgebouw gehad, dit is tevens te zien aan het feit dat Station Eichem geen telegrafische code meegekregen heeft. Met amper 75 reizigers per gemiddelde weekdag is Eichem een van de kleinste stations in Vlaanderen. Ondanks de beperkte grootte wordt het ook in de weekends bediend.
Qua uitrustingsniveau geeft het een ietwat verouderde indruk: de perrons zijn onverhard en op de oude (lagere) standaardhoogte. Om de drassige gronden van de Dendervallei te overbruggen loopt spoorlijn 90 tussen Ninove en Zandbergen over een talud: dit heeft tot gevolg dat de perrons aan de smalle kant zijn. De wachthuisjes zijn allen van een verouderd type ("Isobelec"). Wel zijn onlangs de fietsenstallingen vernieuwd: Eichem beschikt nu over 2 moderne fietsenrekken van het 'Forever'-standaardtype. Er zijn meer dan voldoende plaatsen. Beide rekken hebben overigens niet dezelfde afmetingen: het kleinste bevindt zich net naast de toegang tot perron 2. Het andere aan de overkant van de straat (tegenover perron 1). Op deze locatie kan men tevens de pendelaarsparking terugvinden, deze biedt slechts plaats aan een beperkt aantal voertuigen maar dit is conform de beperkte reizigersaantallen net genoeg.

## Galerij

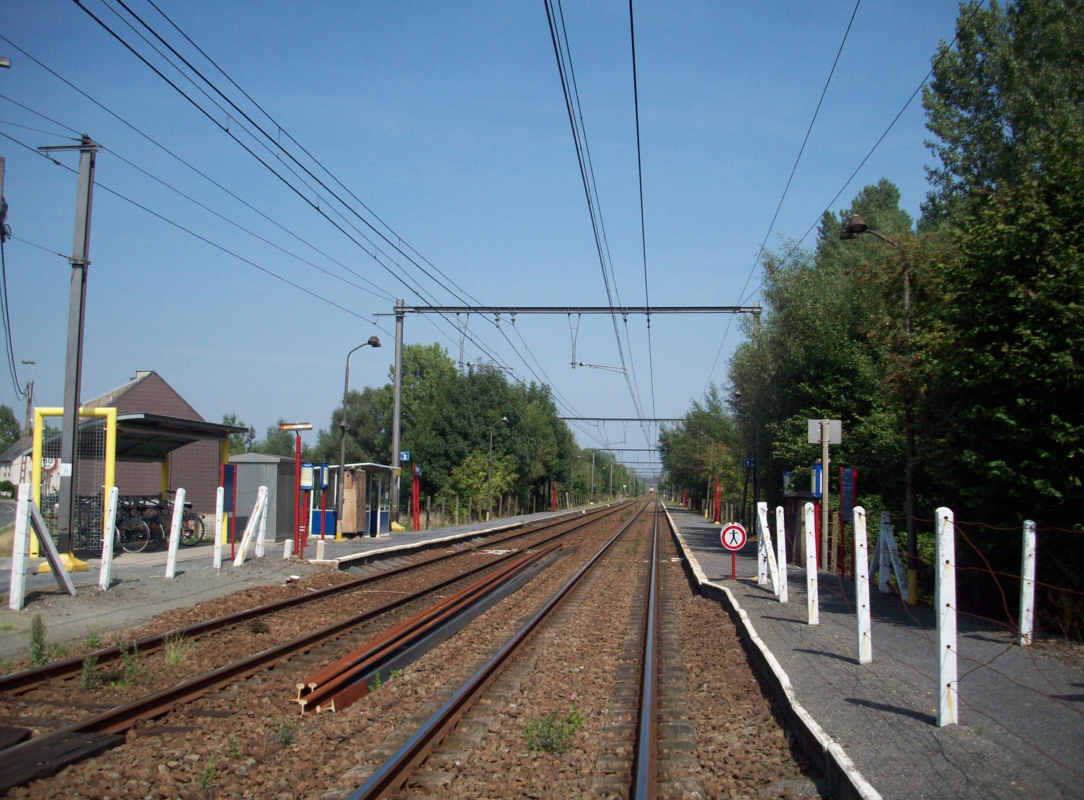
Het station in 2009
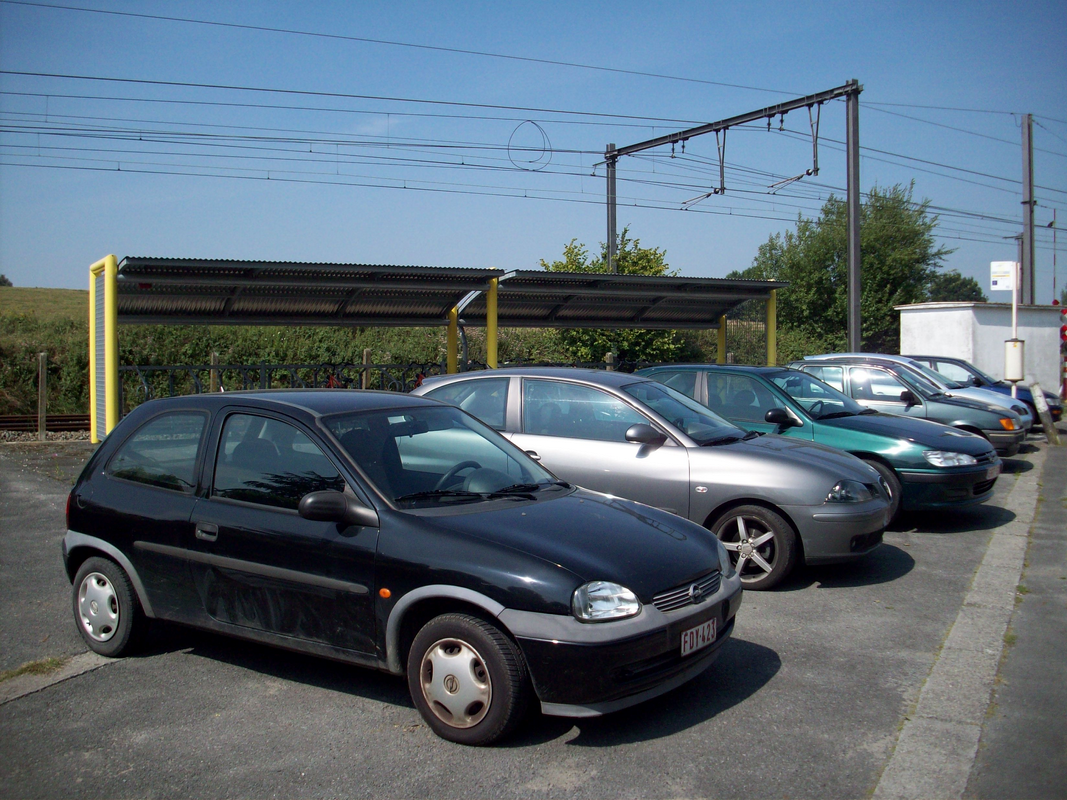
Pendelaarsparking met op de achtergrond de fietsenstalling
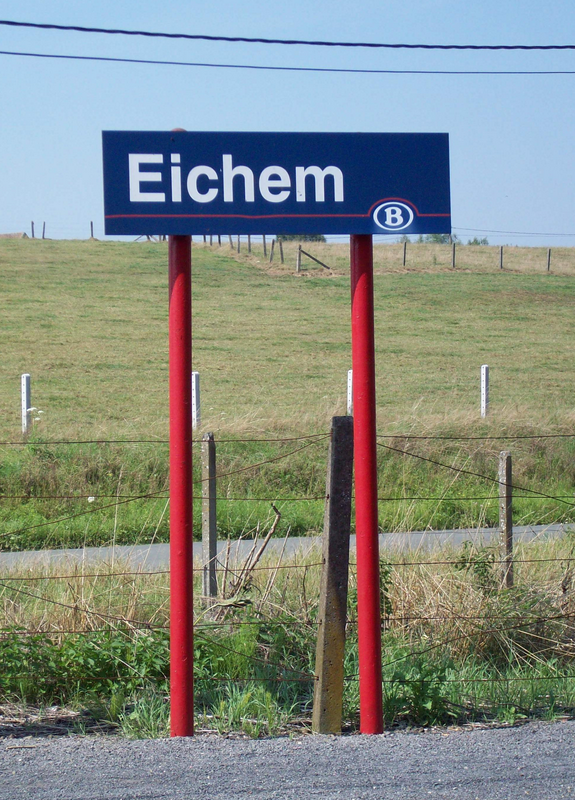
Naambord station Eichem

## Treindienst
| Serie       | Treinsoort          | Route                                                     | Bijzonderheden                                                        |
| ----------- | ------------------- | --------------------------------------------------------- | --------------------------------------------------------------------- |
| S 6         | GEN (NMBS)          | Zottegem – Denderleeuw – Eichem – Geraardsbergen          | Rijdt alleen op werkdagen. Tijdens de spits een rit vanaf Oudenaarde. |
| P 7970/8970 | Piekuurtrein (NMBS) | Geraardsbergen – Eichem – Denderleeuw – Gent-Sint-Pieters | Rijdt alleen op werkdagen.                                            |

## Reizigerstellingen
De grafiek en tabel geven het gemiddeld aantal instappende reizigers weer op een week-, zater- en zondag.
| Tabel: aantal instappende reizigers station Eichem | Tabel: aantal instappende reizigers station Eichem | Tabel: aantal instappende reizigers station Eichem | Tabel: aantal instappende reizigers station Eichem |
|                                                    | Weekdag                                            | Zaterdag                                           | Zondag                                             |
| -------------------------------------------------- | -------------------------------------------------- | -------------------------------------------------- | -------------------------------------------------- |
| 1977                                               | 152                                                | 14                                                 | 17                                                 |
| 1978                                               | 238                                                | 31                                                 | 9                                                  |
| 1979                                               | 194                                                | 28                                                 | 10                                                 |
| 1980                                               | 135                                                | 19                                                 | 11                                                 |
| 1981                                               | 217                                                | 63                                                 | 22                                                 |
| 1982                                               | 213                                                | 61                                                 | 61                                                 |
| 1983                                               | 199                                                | 87                                                 | 39                                                 |
| 1984                                               | 173                                                | 27                                                 | 28                                                 |
| 1985                                               | 185                                                | 27                                                 | 29                                                 |
| 1986                                               | 252                                                | 51                                                 | 40                                                 |
| 1987                                               | 171                                                | 34                                                 | 34                                                 |
| 1988                                               | 237                                                | 17                                                 | 22                                                 |
| 1989                                               | 177                                                | 24                                                 | 15                                                 |
| 1990                                               | 151                                                | 28                                                 | 18                                                 |
| 1991                                               | 149                                                | 40                                                 | 26                                                 |
| 1992                                               | 158                                                | 37                                                 | 25                                                 |
| 1993                                               | 118                                                | 9                                                  | 11                                                 |
| 1994                                               | 15                                                 | 17                                                 | 22                                                 |
| 1995                                               | 92                                                 | 20                                                 | 6                                                  |
| 1996                                               | 109                                                | 14                                                 | 4                                                  |
| 1997                                               | 123                                                | 22                                                 | 11                                                 |
| 1998                                               | 111                                                | 9                                                  | 14                                                 |
| 1999                                               | 61                                                 | 25                                                 | 4                                                  |
| 2000                                               | 127                                                | 27                                                 | 25                                                 |
| 2001                                               | 73                                                 | 8                                                  | 6                                                  |
| 2002                                               | 85                                                 | 8                                                  | 8                                                  |
| 2003                                               | 82                                                 | 7                                                  | 12                                                 |
| 2004                                               | 91                                                 | 20                                                 | 6                                                  |
| 2005                                               | 76                                                 | 8                                                  | 10                                                 |
| 2006                                               | 75                                                 | 4                                                  | 8                                                  |
| 2007                                               | 75                                                 | 12                                                 | 12                                                 |
| 2008                                               | -                                                  | -                                                  | -                                                  |
| 2009                                               | 70                                                 | 16                                                 | 17                                                 |
| 2010                                               | -                                                  | -                                                  | -                                                  |
| 2011                                               | -                                                  | -                                                  | -                                                  |
| 2012                                               | 85                                                 | 19                                                 | 13                                                 |
| 2013                                               | 83                                                 | 24                                                 | 7                                                  |
| 2014                                               | 87                                                 | 9                                                  | 9                                                  |
| 2015                                               | 109                                                | 11                                                 | 12                                                 |
| 2016                                               | 102                                                | 7                                                  | 10                                                 |
| 2017                                               | 103                                                | 8                                                  | 10                                                 |
| 2018                                               | 100                                                | 10                                                 | 9                                                  |
| 2019                                               | 93                                                 | 24                                                 | 21                                                 |
| 2020                                               | 60                                                 | 30                                                 | 29                                                 |
| 2021                                               | -                                                  | -                                                  | -                                                  |
| 2022                                               | 200                                                | 92                                                 | 90                                                 |
| 2023                                               | 187                                                | 56                                                 | 48                                                 |
| 2024                                               | 189                                                | 50                                                 | 24                                                 |

0,0: Denderleeuw ·
1,9: Iddergem ·
4,4: Okegem ·
7,5: Ninove ·
10,2: Eichem ·
12,1: Appelterre ·
13,4: Zandbergen ·
16,1: Idegem ·
17,8: Schendelbeke ·
21,7: Geraardsbergen ·
23,2: Overboelare ·
26,3: Acren · 
28,7: Lessen ·
29,8: Houraing ·
31,8: Papignies ·
33,5: La Cavée ·
35,4: Rebaix ·
39,9: Aat ·
42,1: Maffle ·
45,0: Mévergnies-Attre ·
46,5: Brugelette ·
48,3: Cambron-Casteau ·
52,1: Lens ·
55,6: Jurbeke ·
58,0: Erbisœul ·
66,7: Baudour ·
71,8: Saint-Ghislain